# Sovara
La Sovara è un torrente che bagna la Toscana aretina e successivamente parte dell'Umbria.

## Origine e corso
Il piccolo fiume ha sorgente presso Campo Maggio, in Casentino, a 690 metri di altitudine. Dopo circa 20 km percorsi in territorio aretino, entra in provincia di Perugia fino a sfociare nel Cerfone, e quindi nel Tevere.
La località più importante bagnata dal torrente è Anghiari, da cui passa per gettarsi poi in Umbria.